# Subsydiowanie krzyżowe
Subsydiowanie krzyżowe (ang. cross-subsidization) – zwane też skrośnym, występuje wówczas, gdy przedsiębiorstwo osiąga duży zysk w jednym sektorze gospodarki i przeznacza go na inwestycje w innym sektorze w celu umocnienia swojej pozycji (wtedy wyższe ceny dla jednych odbiorców rekompensują niższe dla innych) lub też, jeśli zysk idzie na pokrycie strat w innej dziedzinie, wynikających na przykład z grabieżczych praktyk cenowych, których celem jest wyeliminowanie konkurencji. 

## Opis
Subsydiowanie krzyżowe oznacza utrzymywanie niskiej ceny na pewien produkt lub produkty w celu odstraszenia konkurencji i pokrywaniu wynikających stąd strat z zysków uzyskiwanych ze sprzedaży innych produktów. Praktyka ta jest oceniana negatywnie z dwóch powodów. Po pierwsze, prowadzi do zbytnio wysokich cen w stosunku do odbiorców, którzy nie posiadają prawa wyboru dostawcy. Po drugie, oznacza zakłócenie w powstawaniu i rozwoju rynków konkurencyjnych. Z tego powodu ten rodzaj subsydiowania skrośnego jest uważany za pogwałcenie przez przedsiębiorstwo zasad działania na rynku regulowanym. W związku z rozszerzaniem się zakresu rynków konkurencyjnych w sektorach, które jeszcze do niedawna miały charakter regulowanego monopolu oraz w związku z nasilającym się zróżnicowaniem działalności przedsiębiorstw regulowanych, które prowadzi do podejmowania przez te przedsiębiorstwa nowych rodzajów działalności na rynkach konkurencyjnych, rośnie niebezpieczeństwo poszerzania się zakresu stosowania tego rodzaju subsydiowania.
Subsydiowanie krzyżowe jest stosowane przede wszystkim przez duże przedsiębiorstwa. Jeżeli na przykład państwo stosuje restrykcyjną politykę pieniężną, ma ona niekorzystny wpływ na małe przedsiębiorstwa, które z reguły płacą wyższe stopy procentowe, mają ograniczony dostęp do kredytu i ograniczony zakres korzystania właśnie z subsydiowania krzyżowego działalności oraz samofinansowania.